# 시그리드 스토라다

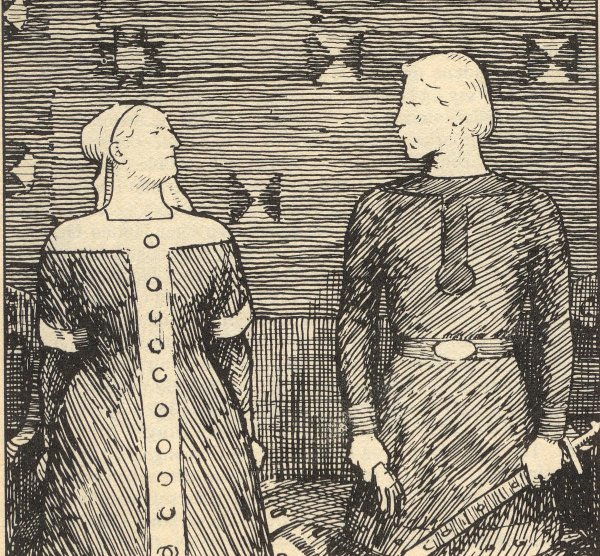
시그리드에게 청혼하는 올라프 1세.

시그리드 스토라다(고대 노르드어: Sigríð Storråda)는 여러 노르드 사가들에 등장하는 왕비이다. 스웨덴의 에이리크 인 시그르셀리와 결혼했고, 나중에는 덴마크의 스베인 튜구스케그와 재혼했다. 많은 문헌에 등장하지만 그녀가 실존인물이라는 실증적 증거는 없다.